# 1790 год в музыке

## События
- 21 января — Вольфганг Амадей Моцарт проводит репетицию своей новой оперы «Так поступают все» в присутствии своих друзей Йозефа Гайдна и Михаэля Пухберга.
- 26 января — в венском Бургтеатре состоялась премьера оперы Моцарта «Так поступают все».
- Сентябрь — Театральная труппа «Саньцин» Гао Лантина (кит. 高朗亭) из провинции Аньхой выступила на дне рождения цинского императора Цяньлуна в Пекине. Успех анхойских исполнителей побудил приехать в столицу и другие труппы из этой провинции («Сыси», «Чуньтай», «Хэчунь»). В историю все четыре театра вошли как «Четыре великих труппы Аньхоя». Так было положено начало знаменитой «Пекинской опере».[1][2].
- Первая встреча Йозефа Гайдна и Людвига ван Бетховена.
- Георг Йозеф Фоглер демонстрирует в Лондоне своё изобретение, оркестрион.
- После смерти князя Миклоша Иосифа Эстерхази его сын распускает знаменитый оркестр своего отца, прославившегося как любитель музыки и меценат.
- Огюст Фредерик Дурановский[пол.] возглавил брюссельский оперный оркестр.
- Уличный певец Ладрэ (Ladré), бывший солдат, сочинил текст песни Ah! ça ira, ставшей неофициальным гимном Великой французской революции.
- Аббат Жиль-Жозеф-Эврар Раму в дни Льежской революции по просьбе Ламбера-Жозефа де Донселя, революционера и командующего ополчением Льежской республики[фр.], сочинил патриотическую песню «Доблестные льежцы[фр.]».
- Генрих Хариес[нем.] написал для датского короля Кристиана VII текст песни Heil dir im Siegerkranz («Славься ты в венце победном»). В 1871 году песня стала императорским гимном в Германской империи.

## Публикации
- Джеймс Хук[англ.] — Rosy Hannah.
- В Финляндии вышло первое издание сборника религиозных гимнов «Гимны Сиона[фин.]», сыгравших важную роль в лютеранском религиозном движении «Пробуждение[фин.]».
- Карл Микаэль Бельман опубликовал сборник «Послания Фредмана», в который включил тексты 82 песен.

## Классическая музыка
- Людвиг ван Бетховен — Кантата «На смерть Иосифа II» для сопрано, баса, хора и оркестра до минор.
- Ян Ладислав Дусик — Фортепианное трио.
- Йозеф Гайдн — Струнные квартеты, соч. 64[англ.], Соната для фортепиано XVI № 49 ми-бемоль мажор[англ.].
- Иоганн Непомук Гуммель — Фортепианный квартет ре мажор.
- Леопольд Кожелух — Концерт для кларнета в ми-бемоль мажор.
- Клаус Шаль[дат.] — Концерт № 4 для скрипки с оркестром ре мажор.
- Людвиг ван Бетховен — Фортепианное трио[англ.].
- Вольфганг Амадей Моцарт — второй и третий «Прусские квартеты[англ.]».

## Опера
| - Бенедикт Шак, Вольфганг Амадей Моцарт, Франц Ксавер Герль и Эмануэль Шиканедер — «Философский камень, или зачарованный остров». - Карл Диттерс фон Диттерсдорф — Der Teufel als Hydraulikus. - Этьенн Мегюль — «Евфросина и Корадин, или Исправленный тиран». - Вольфганг Амадей Моцарт — «Так поступают все». | - Стивен Сторас — «He споёшь, так и ужина не получишь». - Джованни Паизиелло — «Нина». - Винченцо Федеричи — «Демофонт». |

## Родились
- 11 февраля — Игнац Асмайер[нем.], австрийский композитор и церковный музыкант (умер в 1862).
- 16 февраля — Кретьен Уран, французский скрипач, альтист и композитор немецкого происхождения (умер в 1845).
- 15 марта — Никола Ваккаи, итальянский композитор и преподаватель вокала (умер в 1848).
- 23 июля — Анна София Севелин, шведская актриса и оперная певица-альт (умерла в 1871).
- 10 октября — Георг Герсон[англ.], датский банкир и композитор (умер в 1825).
- 17 октября — Август Фердинанд Анакер, германский композитор и дирижёр (умер в 1854).
- 30 октября — Кароль Липинский, польский скрипач, композитор и педагог (умер в 1861).
- 7 ноября — Луиджи Ринальдо Леньяни, итальянский классический гитарист, певец-тенор, композитор и мастер музыкальных инструментов (умер в 1877).
- 11 ноября — Йозеф Крейцер[нем.], немецкий скрипач, гитарист, дирижёр и композитор (умер в 1840).
- дата неизвестна — Ганам Кришна Айер[англ.], композитор карнатической музыки (умер в 1854).

## Умерли
- 14 февраля — Кэйпел Бонд[англ.], английский органист и композитор (род. в 1730).
- 19 февраля — Иоганн Баптист Крумпхольц, чешский композитор и арфист (род. в 1745).
- 21 февраля — Иоганн Фридрих Клёфлер[нем.], немецкий дирижёр, композитор и администратор (род. в 1725).
- Март — Люсиль Гретри[фр.], французский композитор, дочь композитора Андре Гретри (род. в 1772).
- 24 мая — Франсуа-Анри Клико[фр.], французский органный мастер (род. в 1732).
- 25 июня — Ловиса Аугусти, шведская актриса и оперная певица-сопрано (род. в 1751).
- 3 сентября — Томас Норрис[англ.], английский музыкант, певец и композитор (род. в 1741).
- 28 сентября — князь Миклош Иосиф Эстерхази, имперский фельдмаршал, один из богатейших людей Венгрии, прославился как любитель музыки и меценат, покровитель Иосифа Гайдна (род. в 1714).
- 16 декабря — Людвиг Август Лебрен, немецкий гобоист-виртуоз и композитор (род. в 1752).
- дата неизвестна — Симони Далл Крубелис[дат.], датский композитор (род. в 1727).